# Maria Kamecka-Kordzik
Maria Kamecka, po mężu Kordzik ps. Jola (ur. 30 stycznia 1922 w Warszawie zm. 20 kwietnia 2016 tamże) – polska koszykarka. Walczyła w powstaniu warszawskim, w szeregach batalionu „Parasol”

## Życiorys
Urodziła się w rodzinie Józefa i Heleny z Kozłowskich. Była siostrą Ireny Jaźnickiej (1915–1968), koszykarki.
Była zawodniczką Polonii Warszawa, rozpoczęła karierę sportową w 1939 roku pod ps. Marysińska, w latach 1947–1952 wystąpiła w 44 spotkaniach reprezentacji Polski. Na mistrzostwach Europy na Węgrzech w 1950 zajęła z drużyną 6. miejsce, na mistrzostwach Europy w Moskwie w 1952 – 5. miejsce. Z Polonią Warszawa zdobyła wicemistrzostwo Polski w 1949 oraz 3 miejsce w 1939 i 1951.

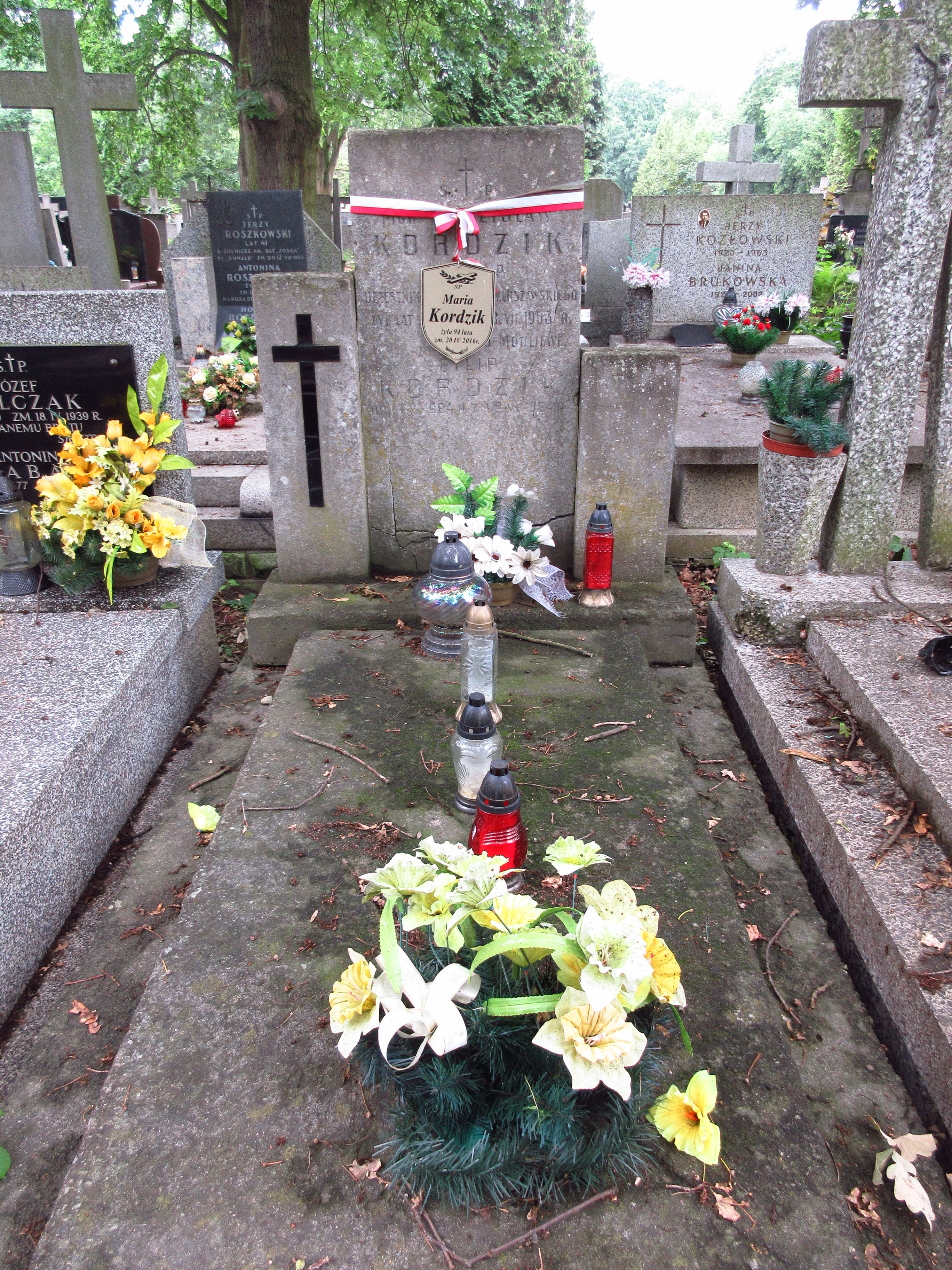
Grób Marii Kameckiej-Kordzik na Cmentarzu Bródnowskim.

W latach 1945–1946 broniła barw Społem Warszawa, w 1946–1948 AZS Warszawa, zdobywając w 1947 mistrzostwo Polski w koszykówce. Zakończyła karierę w 1954. Pochowana na cmentarzu Bródnowskim (kwatera 2N-5-7).
Była żoną Stanisława, ps. Mazur (1923–1986), syna Mieczysława Kordzika.